# ヴェレシュマルティ通り駅
座標: 北緯47度30分26秒 東経19度03分59秒 / 北緯47.50722度 東経19.06639度
ヴェレシュマルティ通り駅（-どおりえき）とはハンガリー共和国ブダペスト県ブダペスト市6区に位置するブダペスト地下鉄1号線の駅である。

## 駅構造
- 相対式ホーム2面2線を有す地下駅。

## 駅周辺
- 聖コロンビア教会 - スコットランド国教会の教会
- 恐怖の館

## 歴史
- 1896年5月2日 - 開業。

## 隣の駅
ブダペスト地下鉄
■1号線
オクトゴン駅 - ヴェレシュマルティ通駅 - コダーイ円形広場駅